# Hyptis decipiens
Hyptis decipiens là một loài thực vật có hoa trong họ Hoa môi. Loài này được M.E.Jones mô tả khoa học đầu tiên năm 1933.